# 阿納波伊馬
阿納波伊馬是哥倫比亞的城鎮，位於該國中部，由昆迪納馬卡省負責管轄，距離首府波哥大87公里，始建於1627年，面積124平方公里，海拔高度605米，2005年人口11,337。

## 外部連結
- Population Retrieved on 200-07-22